# Maleza Alta (Aguadilla)
Maleza Alta es un barrio ubicado en el municipio de Aguadilla en el estado libre asociado de Puerto Rico. En el Censo de 2010 tenía una población de 1800 habitantes y una densidad poblacional de 305,09 personas por km².

## Geografía
Maleza Alta se encuentra ubicado en las coordenadas 18°29′59″N 67°7′8″O / 18.49972, -67.11889. Según la Oficina del Censo de los Estados Unidos, Maleza Alta tiene una superficie total de 5.9 km², de la cual 5.23 km² corresponden a tierra firme y (11.28%) 0.67 km² es agua.

## Demografía
Según el censo de 2010, había 1800 personas residiendo en Maleza Alta. La densidad de población era de 305,09 hab./km². De los 1800 habitantes, Maleza Alta estaba compuesto por el 83% blancos, el 6.72% eran afroamericanos, el 0.44% eran amerindios, el 0.39% eran asiáticos, el 6.39% eran de otras razas y el 3.06% pertenecían a dos o más razas. Del total de la población el 96.61% eran hispanos o latinos de cualquier raza.